# Bayard-Klasse (2011)
Die Bayard-Klasse ist eine Schiffsklasse der norwegischen Reederei Fred. Olsen Windcarrier.

## Geschichte
Die Schiffe wurden 2011 bis 2013 auf der norwegischen Werft Båtservice Mandal für Fred. Olsen Windcarriers gebaut. 2018 wurden die Schiffe in die Flotte von Northern Offshore Services integriert. Sie bilden dort die „B-Klasse“.
Der Schiffstyp wurde von Ola Lilloe-Olsen entworfen.

## Beschreibung
Die aus Aluminium gebauten Katamarane sind für den schnellen Transfer von Personal und Material für den Bau bzw. die Instandhaltung von Offshore-Windparks konzipiert. 
Der Antrieb der Schiffe erfolgt durch zwei MAN-Dieselmotoren des Typs D2842 LE410 V12 mit jeweils 749 kW Leistung. Die Motoren wirken über Untersetzungsgetriebe auf zwei Verstellpropeller. Die Schiffe erreichen damit maximal 28 kn. Die Reichweite der Schiffe ist mit rund 775 Seemeilen angegeben. Die Schiffe sind mit zwei Bugstrahlrudern mit jeweils 32 kW Leistung ausgestattet. Für die Stromerzeugung stehen zwei Dieselgeneratorsätze mit jeweils 20 kW Leistung zur Verfügung. Die Maschinenräume sind in den Schwimmkörpern des Katamaranrumpfes untergebracht.
Vor dem achterlichen Decksaufbau befindet sich ein rund 51 m² großes, offenes Deck (6 × 8,5 m). Das Deck kann mit 2 t/m² und insgesamt mit 8 t belastet werden. 27 m² sind für die Aufnahme schwerer Lasten verstärkt. Das Deck ist mit Containerbeschlägen für zwei 10-Fuß-Container versehen. Etwa mittig zwischen Bug und Decksaufbau befindet sich auf der Backbordseite ein Kran. Dieser kann maximal 3 t heben; bei maximaler Ausladung von 7,6 m beträgt die Kapazität des Krans noch 1,1 t. Auf der Steuerbordseite befindet sich ein Derrick, der auch genutzt werden kann, um im Wasser treibende Personen durch die Seitenpforte auf Höhe des offenen Decks heben zu können.
Über den Bug kann Personal auf Offshore-Bauwerke umsteigen. Für das Anfahren von Offshore-Bauwerken sind die Schiffe in diesem Bereich des Hauptdecks mit Gummifendern versehen.
Die Schiffe werden von einer zwei- bis dreiköpfigen Besatzung gefahren. Im Decksaufbau befinden sich neben der oben liegenden Brücke auf dem Hauptdeck zwölf Sitzplätze für zu transportierende Personen sowie ein Aufenthaltsraum mit einer kleinen Pantry. Außerdem sind ein Umkleideraum sowie sanitäre Anlagen vorhanden. Daneben sind die Schiffe mit zwei Kabinen ausgestattet.

## Schiffe
| Bayard-Klasse | Bayard-Klasse | Bayard-Klasse | Bayard-Klasse | Bayard-Klasse              |
| Bauname       | Bau- nummer   | IMO- Nummer   | Ablieferung   | Umbenennungen und Verbleib |
| ------------- | ------------- | ------------- | ------------- | -------------------------- |
| Bayard 1      | 95            | 9645803       | November 2011 | 2018: Builder              |
| Bayard 2      | 96            | 9646132       | Dezember 2011 | 2018: Bringer              |
| Bayard 3      | 97            | 9646144       | Februar 2012  | 2018: Boarder              |
| Bayard 4      | 98            | 9646156       | März 2012     | 2018: Booster              |
| Bayard 5      | 99            | 9656981       | Oktober 2012  | 2018: Backer               |
| Bayard 6      | 100           | 9656993       | Januar 2013   | 2018: Bolder               |
| Bayard 7      | 101           | 9657002       | Mai 2013      | 2018: Braver               |

Alle Schiffe werden von Northern Offshore Services unter der Flagge Dänemarks betrieben, Heimathafen ist Fredericia.